# 扎斯塔瓦M56衝鋒槍
M56是由前南斯拉夫仿制的MP40衝鋒槍。此槍與MP40最大不同之處是把口徑改成7.62毫米，令其能發射蘇製的7.62×25毫米托卡列夫手槍彈，這種彈藥比9×19毫米魯格彈有着更強的穿透力，但停止作用較弱。M56在1956年起被南斯拉夫人民軍正式列裝，並曾在多次1990年代到21世紀初的多場內戰中由多個勢力所使用。

## 發展
M56在1956年起成為南斯拉夫人民軍的制式武器，直到1990年代退役，但有少部份至今仍然出現在一些國家的反政府武裝勢力手上。與MP40相比，M56的服役時間較長，亦曾外銷到其他國家，但銷量並不高，而且也不那麼廣為人知。

## 操作／設計
M56採用開放式槍栓和氣體反衝式操作，只能全自动射擊，槍上的配件幾乎都是仿照MP40生產的。唯二較大的不同是為了對應托卡列夫手槍彈而把彈匣形狀改為弧形並延長了尺吋，以及新增了刺刀座。

## 使用國
- 塞爾維亞
- 南斯拉夫
- 尚比亞

## 外部連結
- The Yugoslav M56 Submachine Gun: Perhaps Too Simple? （页面存档备份，存于）